# Chapelle du Saint-Pilon
La chapelle du Saint-Pilon est une chapelle se situant dans la partie varoise du massif de la Sainte-Baume, sur le territoire de la commune de Riboux, à la limite avec celui de Plan-d'Aups-Sainte-Baume.
Située au-dessus de la grotte de la Sainte-Baume elle fait partie du sanctuaire dédiée à sainte Marie-Madeleine. De taille modeste et de structure rectangulaire, elle a subi plusieurs restaurations et reconstructions, en particulier après sa destruction lors de la Révolution française. La dernière restauration a été faite de 2017 à 2019.
Située sur une crête à proximité d'un sentier de grande randonnée et disposant d'un large panorama, c'est un point de passage prisé des randonneurs. La chapelle fait également partie des points géodésiques référencés par l'IGN.

## Toponymie
Le mot pilon est le résultat de la francisation du provençal pieloun qui signifie « pic », du latin podium, même sens, qui a notamment donné le français puy ou le provençal pié et pieloun. Le Saint-Pilon, c'est le Sant Pieloun, c'est-à-dire en fait le Saint-Pic.
Étymologiquement, une autre source propose une autre explication : le mot pilon viendrait de la colonne (ou pilier, pilon en provençal) qui aurait été installée en ce lieu, surmontée d'une statue de Marie-Madeleine. La colonne aurait disparu et aurait été remplacée par la chapelle, qui aurait hérité de sa dénomination.

## Historique
D'après la tradition, sainte Marie-Madeleine venait sept fois par jour prier dans ce lieu élevé, portée par des anges qui l'amenaient par la voie des airs de la grotte où elle vivait en ermite, jusqu'à ce sommet de falaise. Un pilier, ou pilon, surmonté d'une statue de « Marie-Madeleine portée par des anges » est érigé à une date incertaine. En 1493, une première chapelle est construite adossée à ce pilon. Elle prend le nom de « chapelle du Saint-Pilon ». Au cours des siècles, elle est plusieurs fois restaurée,.
Le récit de pèlerins au XVe siècle nous rapporte que lors de leur passage, la « stèle de pierre taillée soutenant une image de Marie-Madeleine portée par les anges » est bien présente à côté de la chapelle. Les pèlerins rapportent que des messes sont régulièrement célébrées dans la chapelle.  « Pour obtenir grâce et absolution, le pèlerin doit effectuer le tour de la chapelle ». Or à cette date, cette opération est dangereuse car la chapelle borde l'à-pic (aujourd'hui il y a un muret de protection, pour la sécurité des randonneurs). Donc, « pareil exploit sportif est périlleux à cause du vertige devant l’à-pic ». Pour l’anecdote, un pèlerin saxon, en 1474 devait faire neuf fois le tour « pour avoir l'absolution » ; un autre pèlerin, bavarois, en 1495, a eu besoin de le faire seulement trois fois. Si le Saxon de 1495 « n’a même pas pu l’accomplir une seule fois, mais s’est contenté de prier dans la chapelle », son écuyer s’y est risqué jusqu’à sept fois. Le pèlerin bavarois de 1495 « semble avoir accompli la prouesse les trois fois requises afin de gagner les indulgences ».
En 1618, Dame de Forbin de Cuges fait poser un retable sur le maître autel de la chapelle. En 1643 c'est Éléonore de Bergues qui fait revêtir de marbre l’intérieur de la chapelle. En 1686, son fils, le cardinal de Bouillon, fait achever les travaux débutés par sa mère. Puis les révolutionnaires ravagent le bâtiment. Celui-ci est reconstruit en une simple construction cubique surmontée d’un lanternon que précède un petit porche-abri.

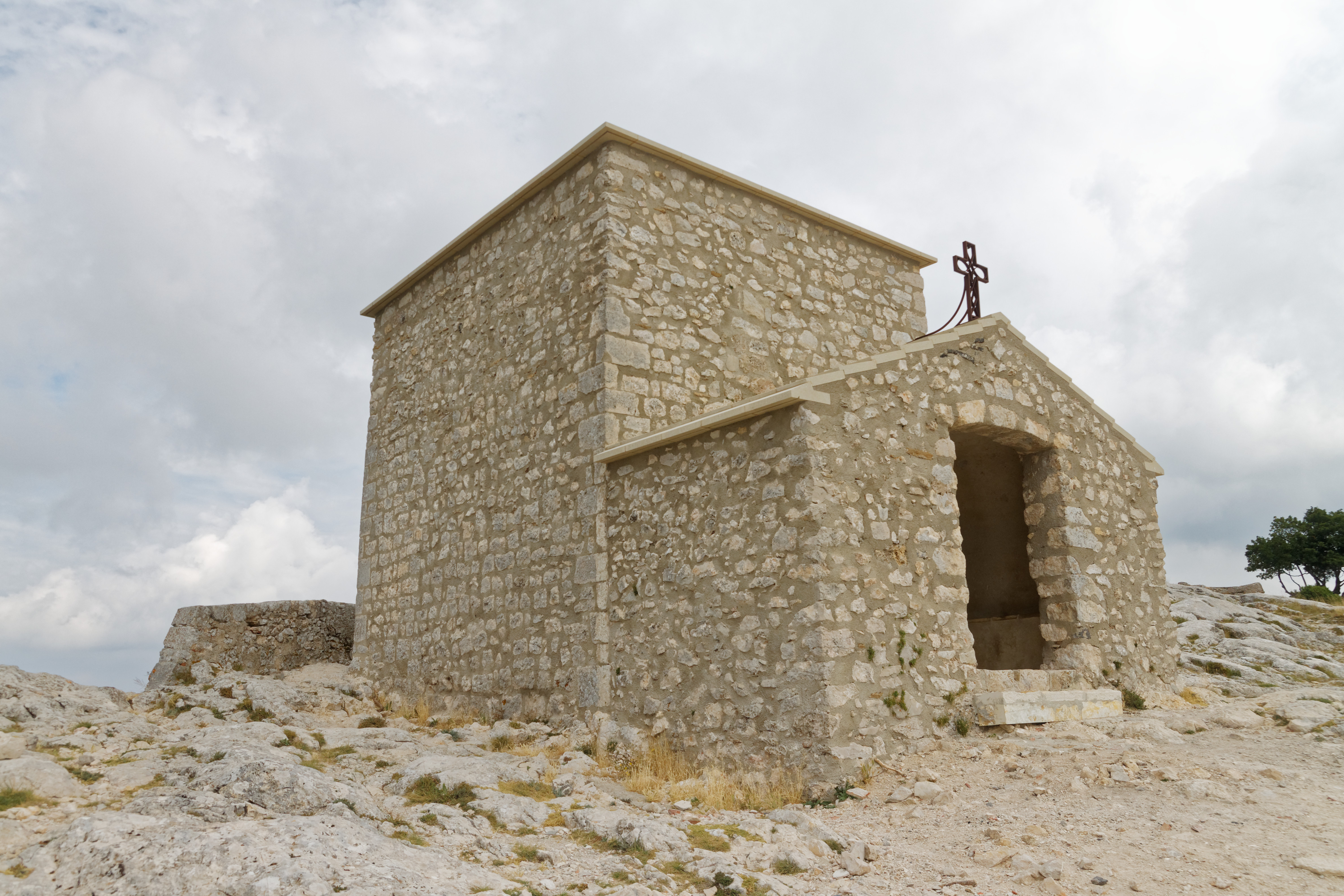
La chapelle en 2018, après sa restauration.

En 2015 débutent de gros travaux de rénovation des murs et du toit, sous la direction d'un compagnon tailleur de pierre aidé de quatre apprentis en formation. L'objectif est de restaurer le toit en pierres de taille et de reprendre les murs enduits à la chaux. Après la restauration de l'extérieur et de l’étanchéité de l'édifice, ce sont les enduits intérieurs qui sont refaits. Le chantier s'est terminé en 2017 après l’évacuation de dizaines de tonnes de gravats et de déblais, ayant nécessité de nombreuses rotations d'hélicoptères,,. L'inauguration a été faite en présence  des autorités civiles, ainsi que de Mgr Dominique Rey, évêque du diocèse.
Pour conclure cette restauration, une nouvelle statue de Marie-Madeleine devait être installée dans la chapelle. En attendant la livraison de la statue définitive en marbre de Carrare, l'artiste avait déposé un moulage en plâtre du projet final représentant la sainte (d'après une gravure médiévale), portée par deux anges, revêtue uniquement de sa longue chevelure descendant jusqu'à ses pieds. En août 2020, des vandales se sont introduits dans la chapelle (fermée) et ont brisé l’œuvre de plâtre. Une plainte a été déposée par la commune et une enquête de gendarmerie est ouverte pour identifier les coupables. En 2021, une nouvelle statue de la sainte a été installée dans la chapelle.

## Description
Elle est à une altitude de 994 mètres et se trouve environ cinq cents mètres à l'ouest du col de Saint-Pilon (952 m) au début du sentier GR 98.
Légèrement décalée par rapport à la verticale de la grotte de la Sainte-Baume, elle est nettement visible depuis le pied des falaises de la Sainte-Baume notamment depuis l'hôtellerie.
Une table d'orientation est placée à proximité.
Haut lieu de randonnée et de pèlerinage, la chapelle fait partie du Sanctuaire de la Sainte-Baume.
Ses dimensions sont modestes, environ 6 m par 4, pour une hauteur de 4 m. Elle est construite entièrement en pierres, y compris la toiture, pourvue d'une ouverture à son sommet, permettant l'éclairage naturel de la chapelle. Cette ouverture en toiture est la seule du bâtiment.
Ce dernier est construit en deux parties : le corps de la chapelle et un auvent. La chapelle est séparée de la partie d'entrée par un mur et par une grille qui en protègent l'accès. L'entrée, équipée de deux bancs en pierre, peut servir d'abri aux randonneurs en cas de pluie ou de vent.

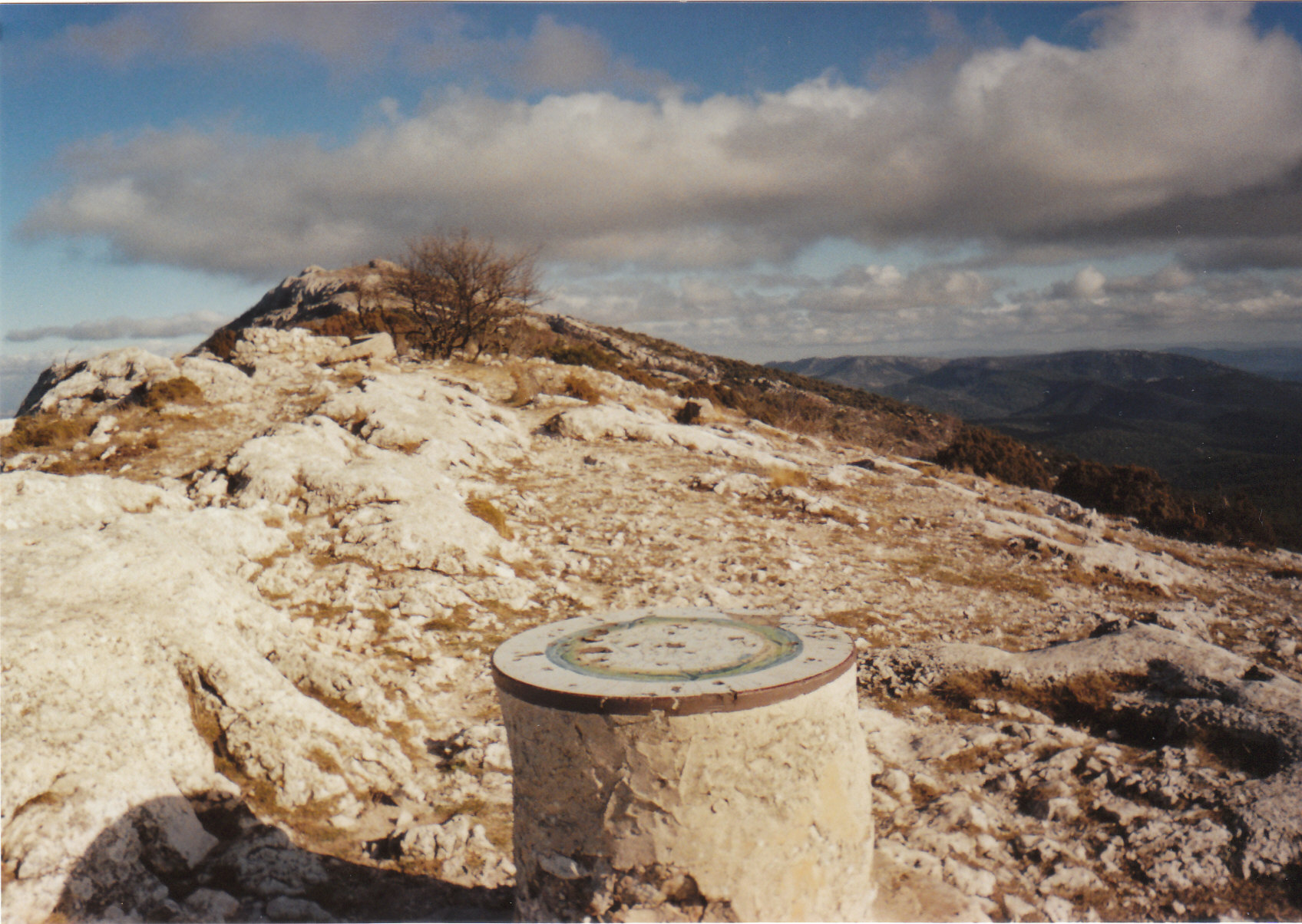
La table d'orientation du Saint-Pilon.
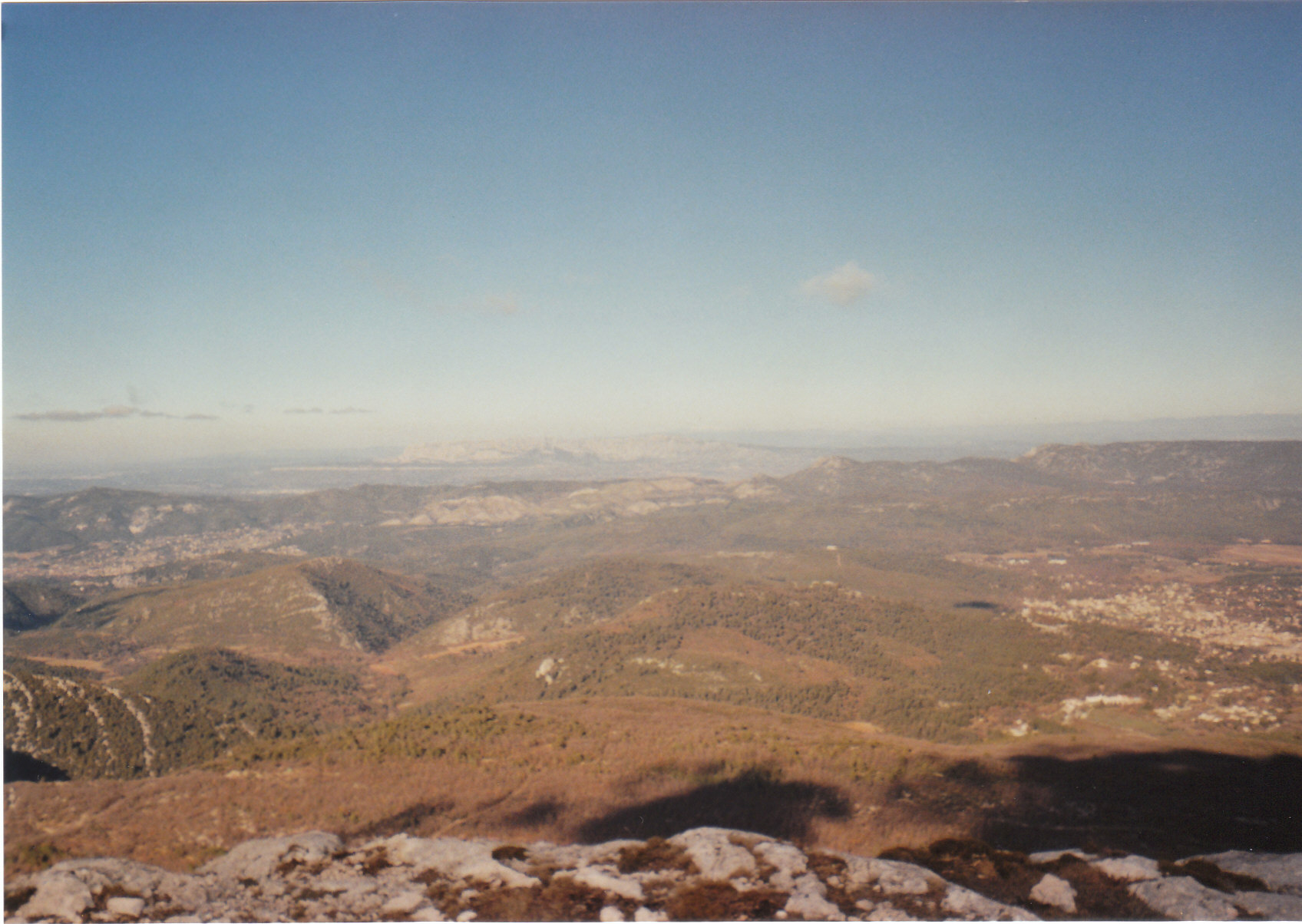
Forêt nord de la Sainte-Baume vue depuis le Saint-Pilon. Vue sur la Sainte-Victoire, les monts Auréliens et Nans-les-Pins à droite.
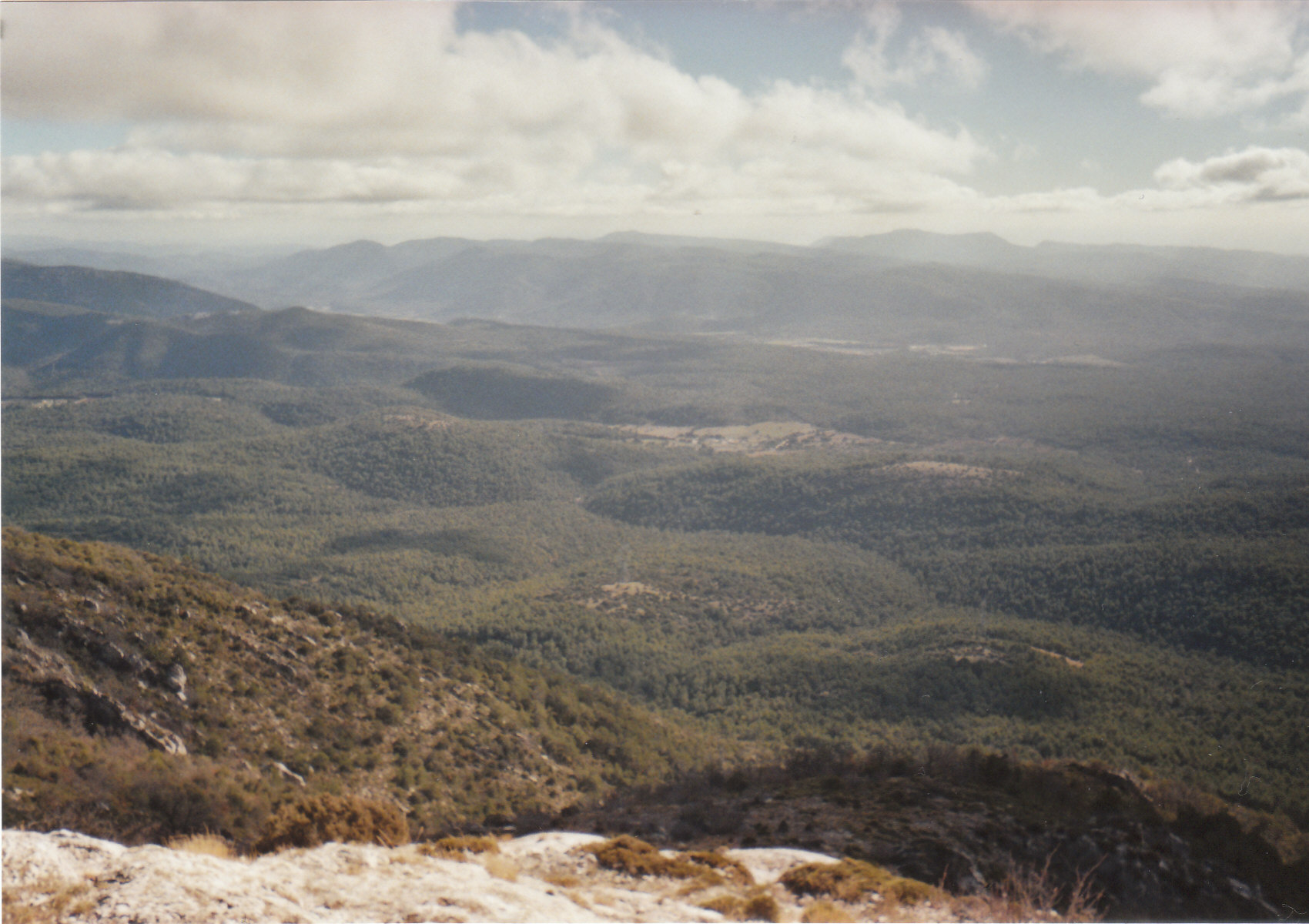
Forêt sud de la Sainte-Baume vue depuis le Saint-Pilon. Vue sur le mont Caume au Sud-Est.
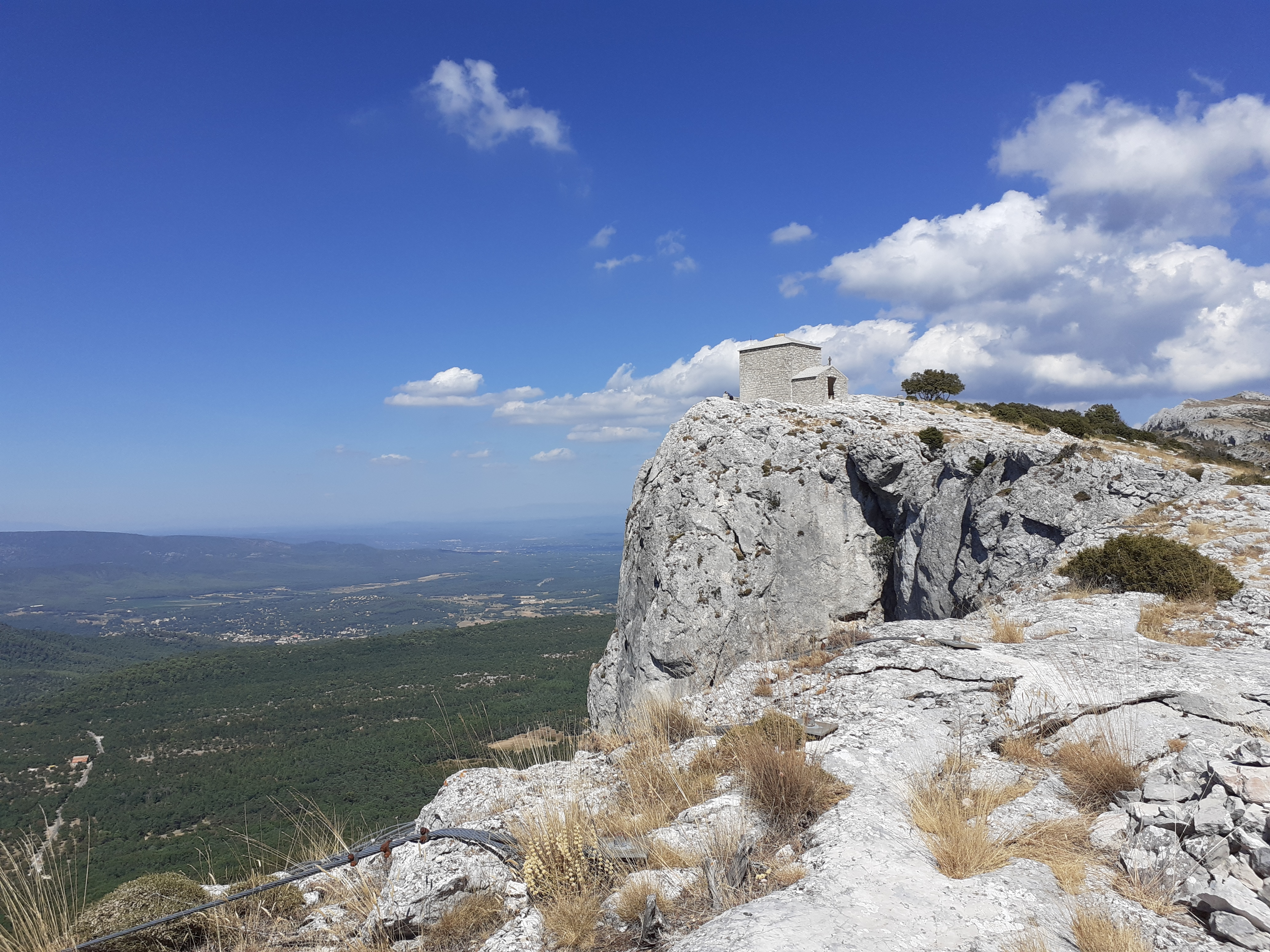
La chapelle vue depuis la crête à la verticale du monastère de la Sainte-Baume.
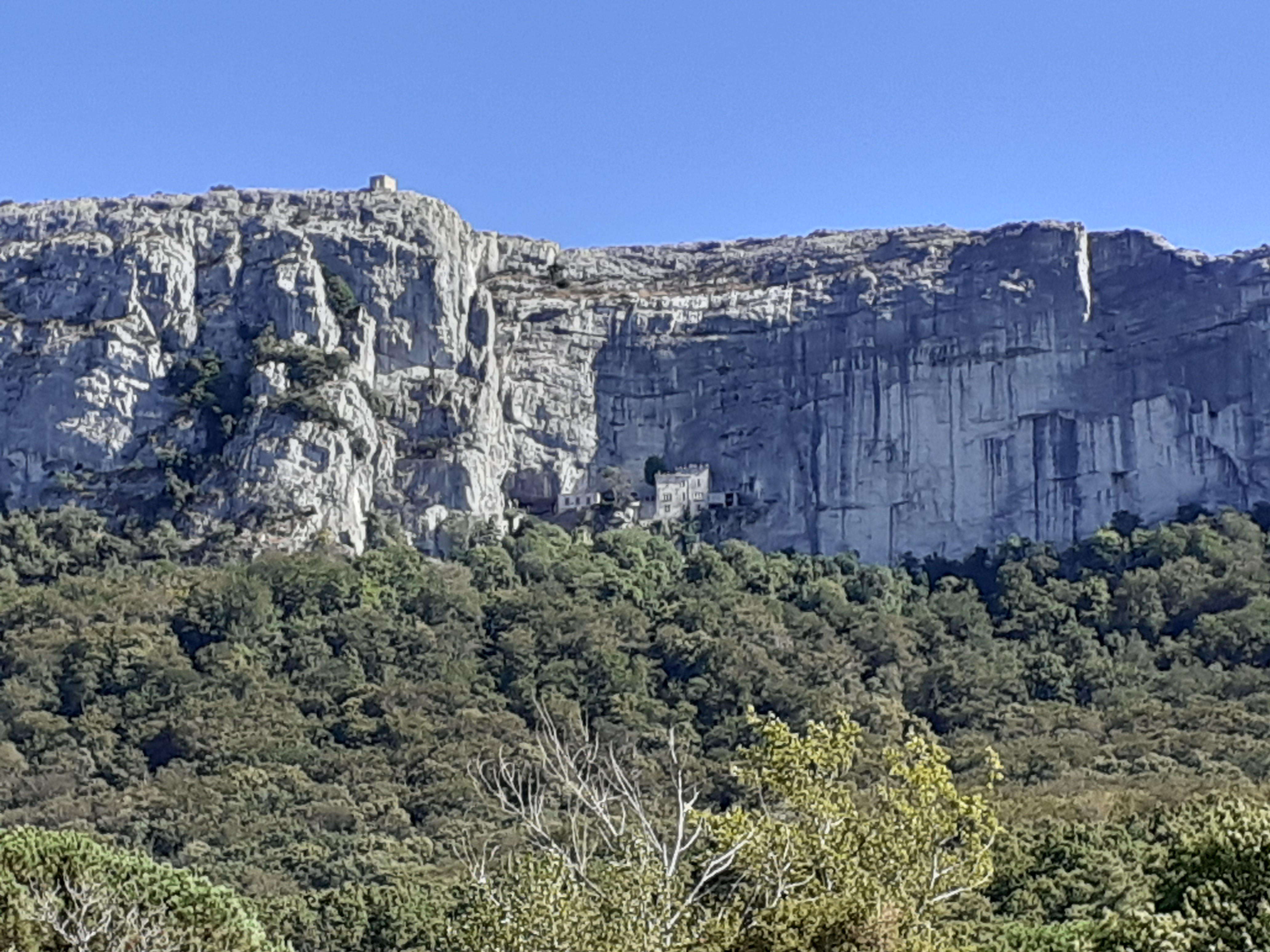
Chapelle vue depuis l'hostellerie, dans la plaine (on la distingue sur la crête).
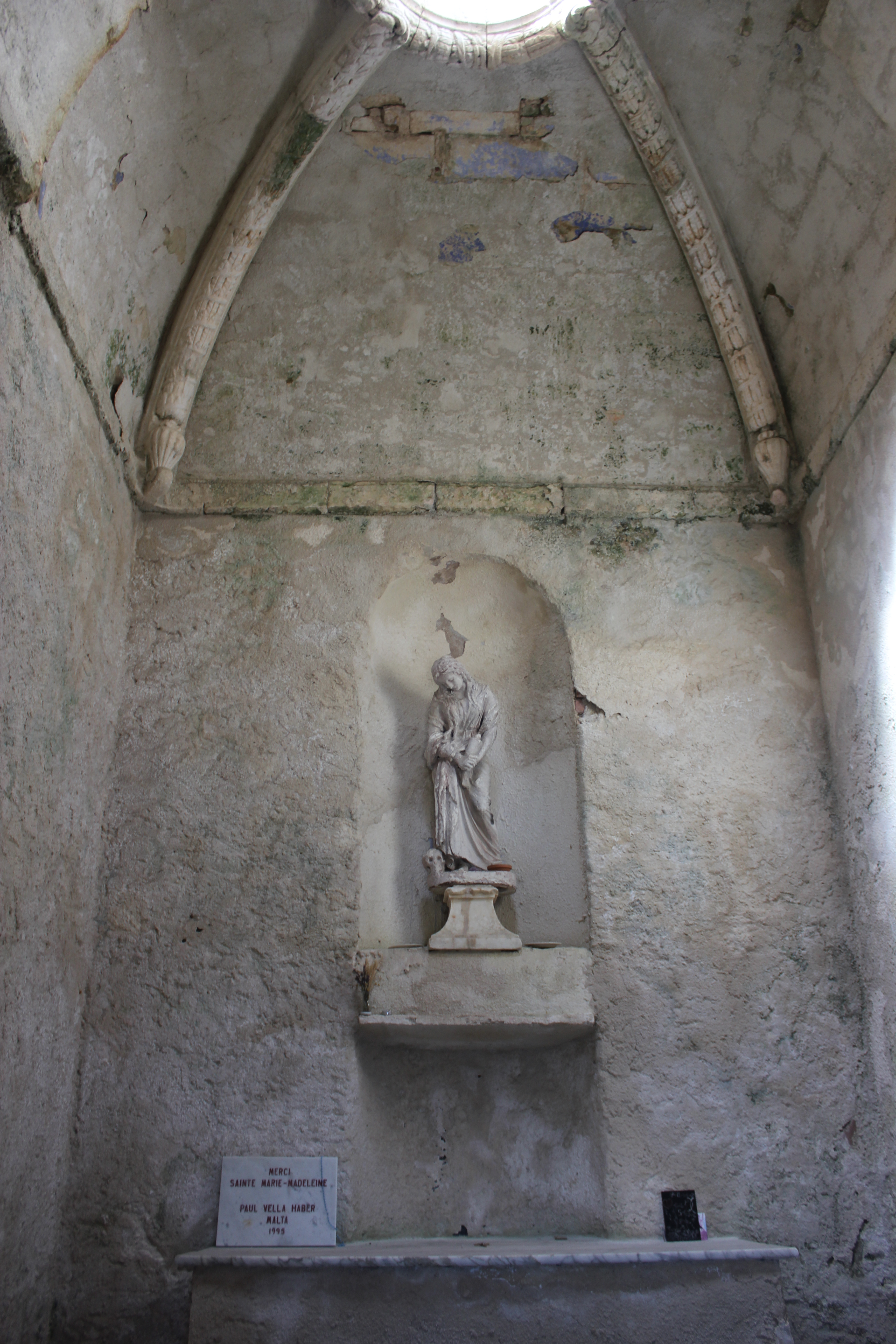
Vue de l'intérieur de la chapelle avant sa restauration en 2017.
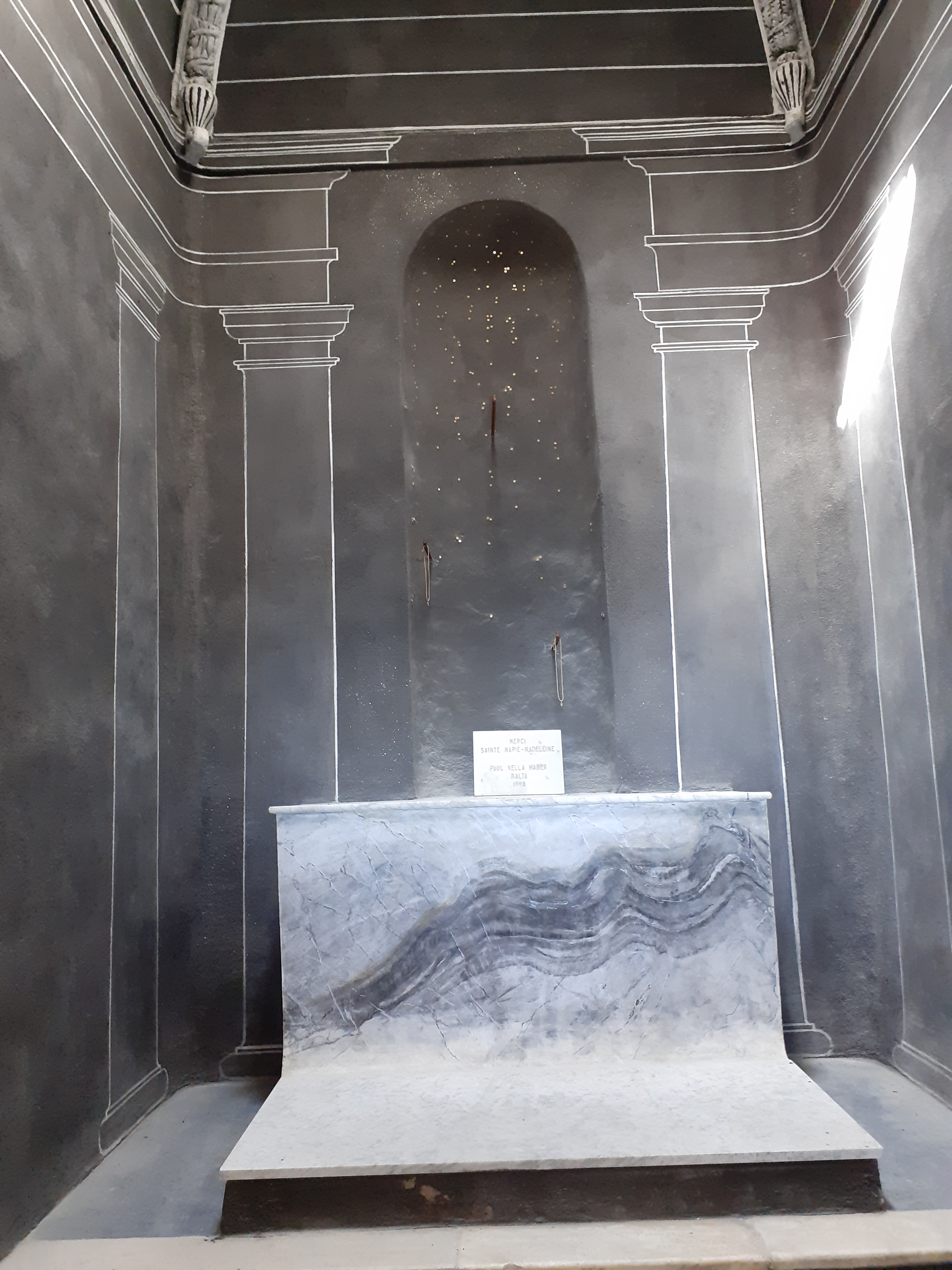
Intérieur de la chapelle après restauration en 2017.
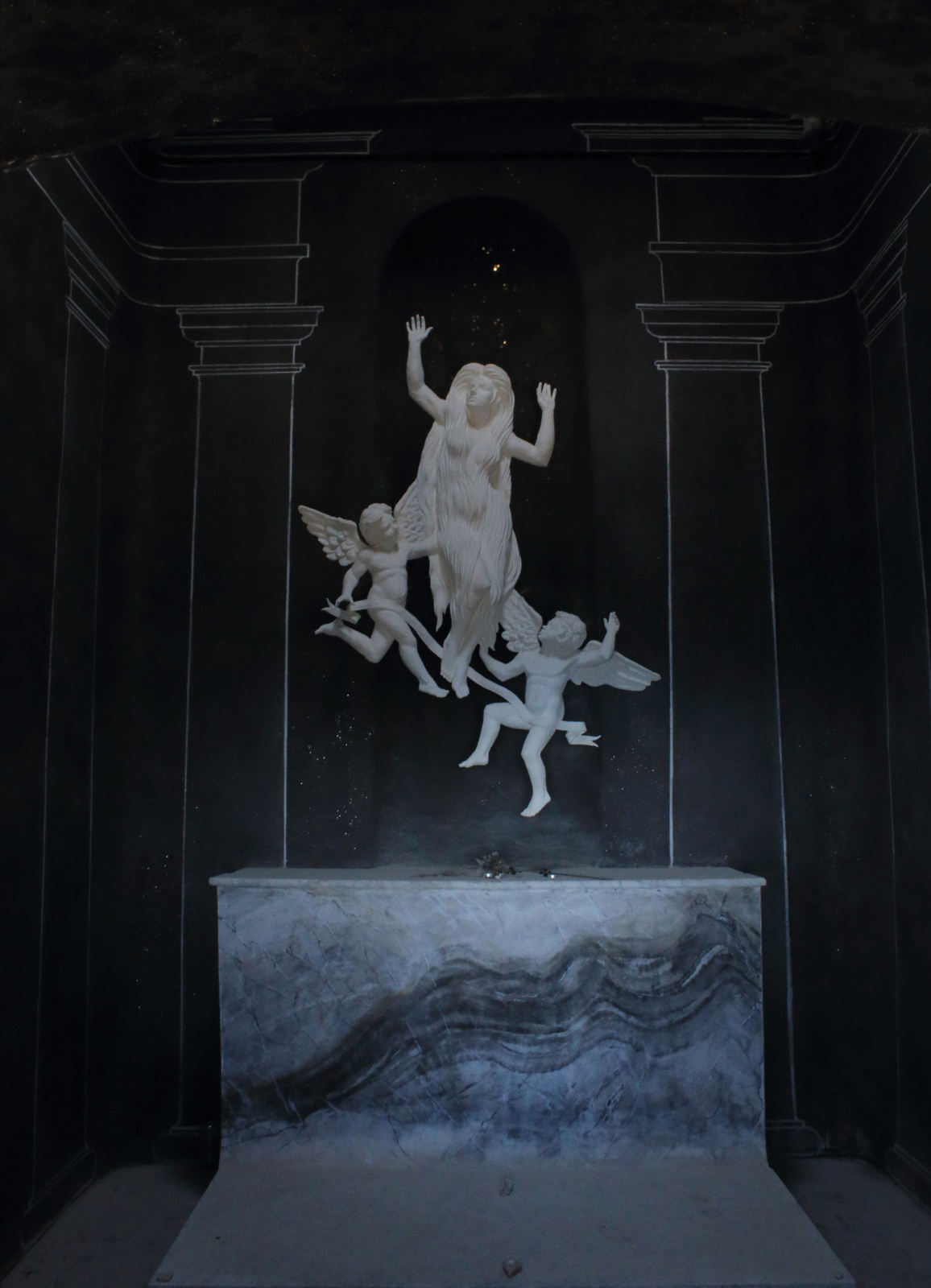
Œuvre provisoire installée dans la chapelle.
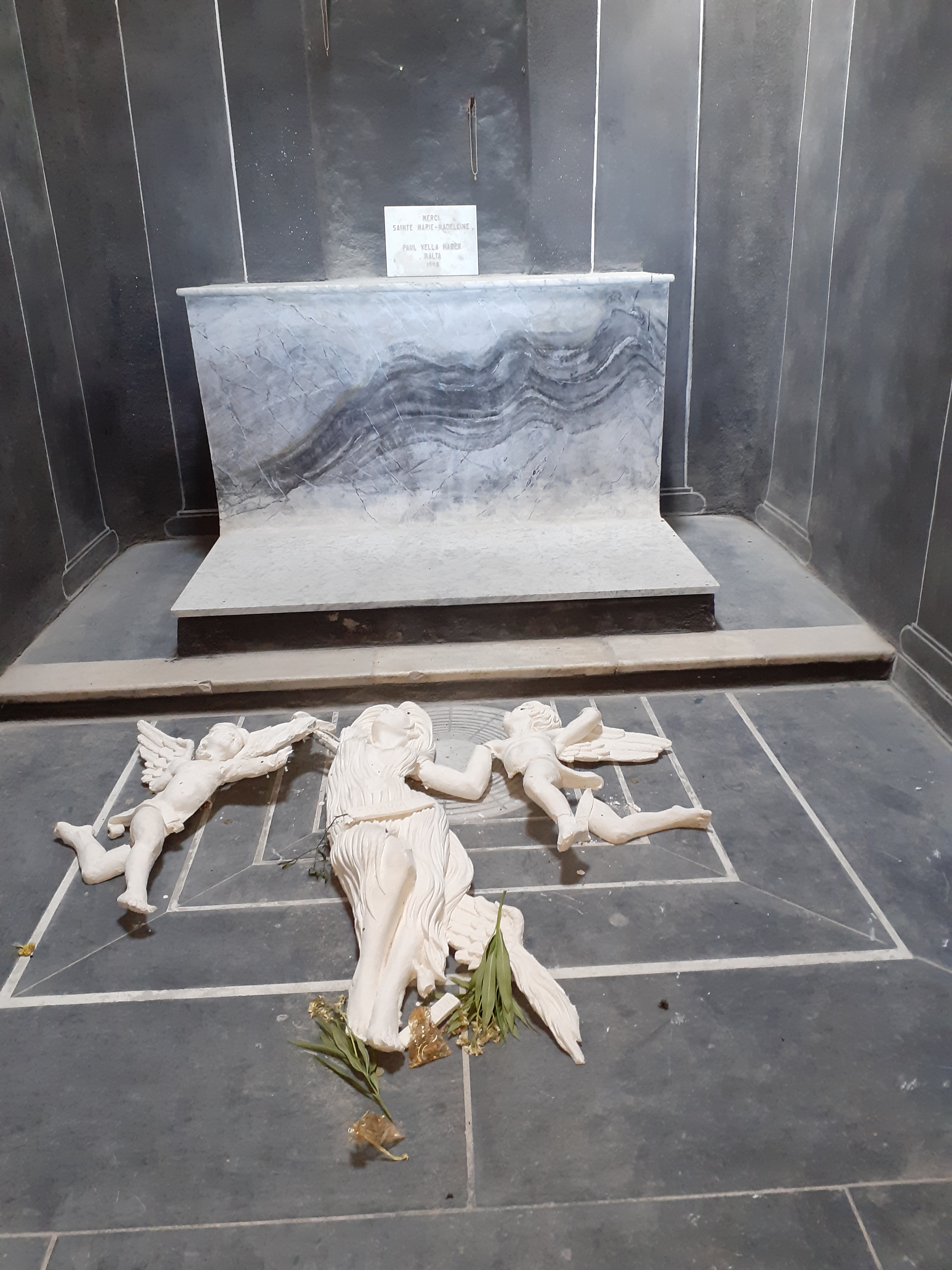
L’œuvre déposée au sol après sa dégradation en 2020.
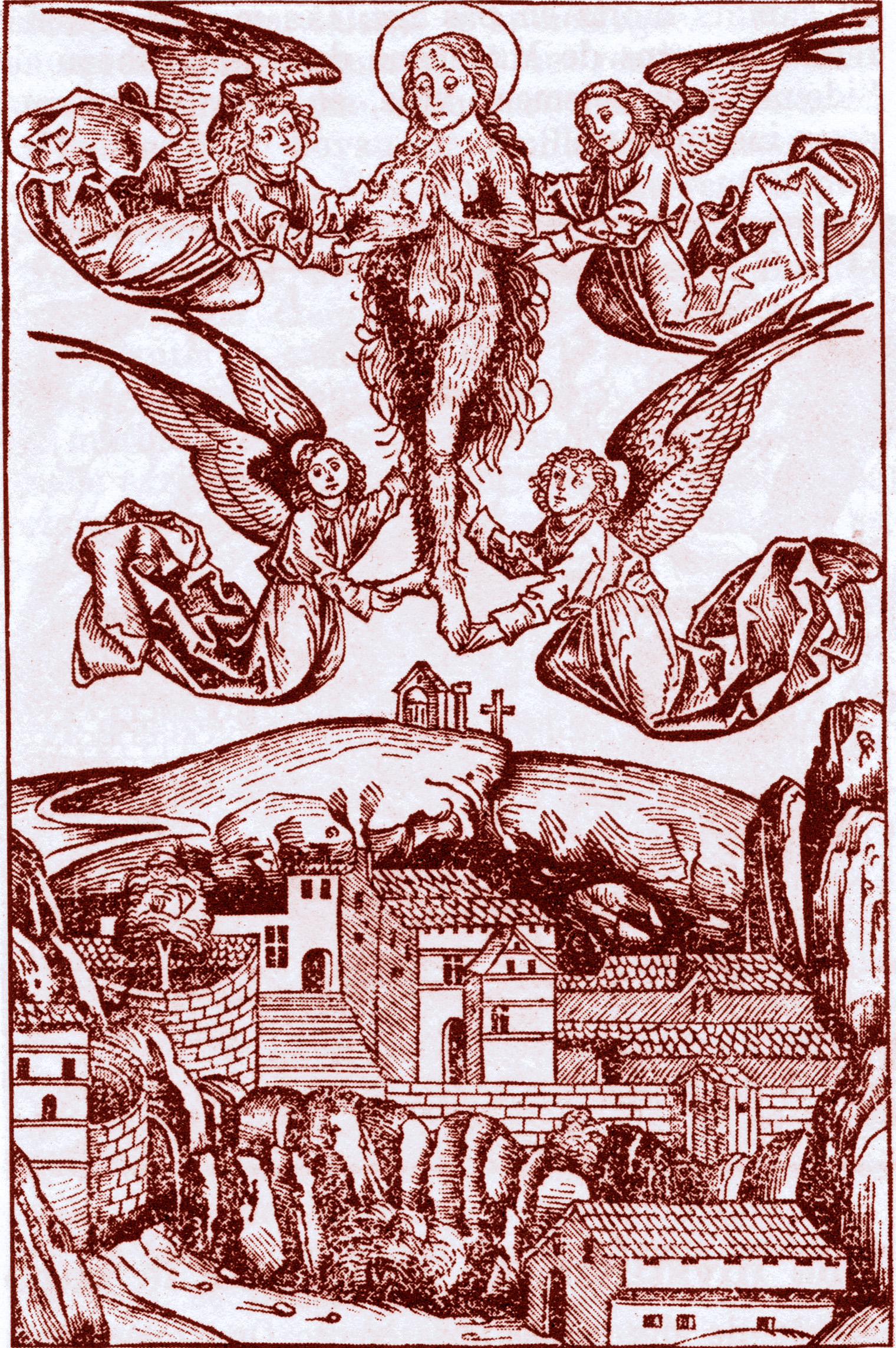
Gravure médiévale ayant servi d'inspiration à l'artiste.

## Notoriété
La chapelle et la table d'orientation sont pour l'IGN des points géodésiques d'ordre 4 dans le système NTF.
Située à la fois sur une ligne de crête et le long du GR 98, la chapelle est citée et référencée dans de très nombreux guides de randonnée pédestre soit comme point de passage remarquable, soit comme objectif d'une randonnée.